# Gerrit Mannoury

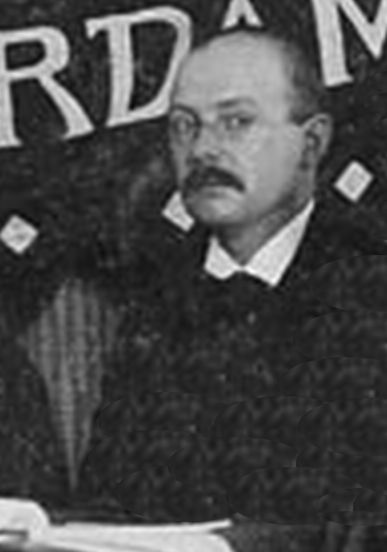
Gerrit Mannoury, 1911

Gerrit Mannoury (* 17. Mai 1867 in Wormerveer; † 30. Januar 1956 in Amsterdam) war ein niederländischer Mathematiker und Philosoph.

## Leben
Mannoury war der Sohn eines Schiffskapitäns, der in China starb, als er drei Jahre alt war. Die Mutter zog die Kinder in Amsterdam alleine unter schwierigen Bedingungen auf. Mannoury besuchte mit einem städtischen Stipendium die höhere Bürgerschule (Hoogere Burgerschool, HBS) in Amsterdam, wo er 1885 einen Abschluss als Lehrer machte. Er unterrichtete zunächst an Grundschulen und machte nebenbei in Abendkursen weitere Abschlüsse in Mechanik, Buchhaltung und Mathematik. Er unterrichtete in Amsterdam, Bloemendaal, Helmond und ab 1910 an der HBS in Vlissingen, arbeitete aber auch als Buchhalter und unterrichtete an einer kommunalen Handelsschule.
Als Philosoph war er von Georg Wilhelm Friedrich Hegel und den Hegelianern Francis Herbert Bradley und G. J. P. J. Bolland beeinflusst, aber auch von Friedrich Nietzsche, Baruch Spinoza und den Wissenschaftsphilosophen Henri Poincaré und Bertrand Russell. Seine Vorliebe galt aber der Mathematik. 1895 trat er der niederländischen mathematischen Gesellschaft (Wiskundig Genootschap) bei und war 1905 bis 1947 in deren Vorstand. Da er hauptberuflich Lehrer war, konnte er nicht an der Universität in Amsterdam studieren, sondern nahm während seiner Zeit in Amsterdam Privatstunden bei dem Professor Diederik Korteweg und begann auch in den 1890er Jahren zu veröffentlichen – darunter auch 1897 die erste Veröffentlichung über Topologie in den Niederlanden. 1903 wurde er Privatdozent an der Universität Amsterdam für logische Grundlagen der Mathematik, und sein Buch Methodologisches und Philosophisches zur Elementarmathematik von 1909 war neben der Dissertation von Luitzen Egbertus Jan Brouwer (1907) der erste wichtige Beitrag in den Niederlanden zur Grundlagendiskussion der Mathematik. 1917 bis zu seiner Emeritierung 1937 war er Professor an der Universität Amsterdam, wo er Mechanik, Geometrie und Philosophie der Mathematik unterrichtete. Er erwarb nie einen Doktorgrad, erhielt aber 1946 einen Ehrendoktor der Universität Amsterdam (auf Verwendung von Brouwer hin).
Mannoury hatte einen besonderen Einfluss auf Brouwer, den er insbesondere in Philosophie unterrichtete und mit dem er befreundet war. Beide waren Teil des sprachphilosophischen Kreises, der sich Significs nannte. Der Name stammt ursprünglich von der englischen Sprachphilosophin Victoria Welby-Gregory (1837–1912), die mit Charles Sanders Peirce und Charles Kay Ogden korrespondierte, und die Lehre wurde 1897 in die Niederlande von Frederik van Eeden eingeführt. Mitte der 1920er Jahre löste sich der Kreis auf.
Mannoury war Sozialist und seit 1900 Mitglied der Sozialdemokratischen Arbeiterpartei (SDAP). 1909 verließ er diese mit der Abspaltung des marxistischen Teils der SDAP in die neu gegründete SDP, aus der 1918 die Kommunistische Partei der Niederlande wurde. Später entfremdete er sich von der Partei, nachdem diese in einen Personenkult auf Lenin ausgerichtet wurde und Abweichler wie Trotzki ausgeschlossen wurden. Mannoury selbst war aber kein Trotzkist. Er schrieb zahlreiche Artikel in der Parteizeitung De Tribune. 1929 wurde Mannoury aus der KP ausgeschlossen. Er blieb aber weiter politisch aktiv, setzte sich in den 1930er Jahren für die Scottsboro Boys in Scottsboro (Alabama) in den USA ein, für die Meuterer auf dem Kreuzer De Zeven Provinciën, für deutsche Flüchtlinge vor den Nationalsozialisten und während der Besetzung der Niederlande für jüdische Studenten und war nach dem Zweiten Weltkrieg ein Gegner der Todesstrafe in den Niederlanden und der niederländischen Kolonialpolitik.
Er war seit 1907 mit Elizabeth Maria Berkelbach van der Sprenkel verheiratet, mit der er drei Töchter und einen Sohn hatte. Mannoury war
(nach Aussagen von van der Waerden selbst) ein wichtiger Lehrer von Bartel Leendert van der Waerden und mit dessen Vater befreundet. Ein weiterer Schüler war David van Dantzig.

## Schriften
- 1903. Over de beteekenis der wiskundige logica voor de philosophie
- 1907. Het Boeddhisme: Overzicht van leer en geschiedenis (Bearbeitung von J. C. Kern Handbuch des Buddhismus 1896)
- 1909. Methodologisches und Philosophisches zur Elementar-Mathematik
- 1910. Methodologiese aantekeningen over het dubbel-boekhouden
- 1917. Over de betekenis van de wiskundige denkvorm, Antrittsvorlesung Universität Amsterdam, 8. Oktober 1917
- 1919. Wiskunst, filosofie en socialisme: overdrukken
- 1925. Mathesis en mystiek: Een signifiese studie van kommunisties standpunt, Erster Teil Online
- 1927. Willen en weten: overdrukken
- 1930. Heden is het keerpunt: een onuitgesproken verdedigingsrede
- 1931. Woord en gedachte: een inleiding tot de signifika, inzonderheid met het oog op het onderwĳs in de wiskunde
- 1938. Zur Enzyklopädie der Einheitswissenschaft. Vorträge, mit Otto Neurath, Egon Brunswik, C. Hull, J. Woodger.
- 1946. Relativisme en dialektiek: schema ener filosofisch-sociologische grondslagenleer
- 1947. Les fondements psycho-linguistiques des mathématiques
- 1947. Handboek der analytische significa, deel I: Geschiedenis der begripskritiek
- 1948. Handboek der analytische significa, deel II: Hoofdbegrippen en methoden der significa: Ontogenese en fylogenese van het verstandshoudingsapparaat
- 1948. De dood als zegepraal: opstellen over de massa-edukatieve zĳde van het doodstrafprobleem
- 1949. Signifika: een inleiding
- 1953, Polairpsychologische begripssynthese